# إيتاء (اسم)
إيتاء هو اسم علم مؤنث من أصل عربي، ومعناه هو الإشراق اللمعان التقدم النمو من الزهر، وهو التفتح.

## وصلات خارجية
- موسوعة السلطان قابوس لأسماء العرب